# 202-я зенитная ракетная бригада
202-я зенитная ракетная бригада (сокр. 202 зрбр, в/ч 43034) — соединение в составе Войск противовоздушной обороны Сухопутных войск Российской Федерации. Образована 25 марта 1949 года в городе Гродно как 472-й зенитно-артиллерийский полк.
Формирование входит в состав Московского военного округа. Пункт постоянной дислокации — г. Наро-Фоминск Московской области.

## История
В 1948 году на основании директивы Генштаба ВС СССР в белорусском городе Гродно начал формироваться 472-й зенитно-артиллерийский полк. Приказом МО СССР от 03.11.1949 года № 00211 определён праздник части — 29 марта. 27 мая 1950 года полку было вручено Боевое Знамя части. В 1958 году зенитно-артиллерийский полк перевооружён на новую боевую технику и летом того же года передислоцирован в город Барановичи (Белоруссия), где неоднократно принимал участие в широкомасштабных учениях Белорусского военного округа, по итогам которых был высоко оценён министром обороны СССР маршалом Г. К. Жуковым.
В феврале — марте 1963 года на основании директивы Главнокомандующего Сухопутными войсками полк перевооружён на зенитный ракетный комплекс С-75 «Двина» и передислоцирован в город Магдебург (ГДР), где нёс постоянное боевое дежурство по охране воздушных рубежей Германской Демократической Республики. В 1973 году за отличия в боевой подготовке полк был награждён переходящим Красным Знаменем Военного Совета ГСВГ.
С 1 августа 1974 года полк переформирован в 202-ю зенитную ракетную бригаду и перевооружён на комплекс «Круг». После переподготовки личного состава в учебном центре в Оренбурге, в августе — декабре 1989 года бригада была перевооружена на зенитную ракетную систему С-300В и в первой половине 1990 года успешно провела стыковочные испытания. В мае 1991 года на основании директивы МО СССР и в соответствии с планом вывода советских войск из Германии, 202-я зенитная ракетная бригада переведена на новое место постоянной дислокации в город Наро-Фоминск Московской области (на территорию 4-й Кантемировской бригады) и вошла в состав войск ПВО Московского военного округа, где и находится по сей день.
В период распада Советского Союза соединение продолжало проводить занятия по плану боевой подготовки, правда, с огромными организационными проблемами. В феврале 1992 года, например, для выполнения учебных стрельб два эшелона с техникой и личным составом ушли на полигон, а когда грузился третий, правительство Республики Казахстан объявило о своём суверенитете и отказало в проведении стрельб. Два месяца личный состав находился в полевом лагере в полной неопределённости. Благодаря настойчивости командира бригады полковника А. Г. Репика и командующего войсками ПВО МВО генерал-лейтенанта В. К. Авдеева вопрос о проведении стрельб был решён. Бригада отстрелялась на «отлично».
Зенитная ракетная бригада неоднократно признавалась одним из лучших соединений ПВО Московского военного округа и Сухопутных войск. По итогам боевой подготовки в 2008 учебном году соединение признано одним из лучших в Московском военном округе. В соответствие с директивой Генерального Штаба ВС РФ от 03.02.2009 года № 314/4/0171 с 10 мая 2010 года бригада является частью постоянной готовности и с 1 июня 2010 года несёт боевое дежурство по противовоздушной обороне участка Московской области.
В 2011 году бригада под командованием полковника Валерия Зайко принимала участие в стратегическом учении «Центр-2011» на полигоне Капустин Яр (Астраханская область). В ходе учения все назначенные воздушные цели поражены на «отлично».
В 2011 году личный состав бригады (220 человек) участвовал в параде на Красной площади в честь 66-й годовщины Победы в Великой Отечественной войне.

## Командиры полка / бригады
- 1948—1950 — подполковник П. А. Шумилов
- 1950—1952 — подполковник И. А. Козак
- 1952—1954 — полковник Б. Н. Корольков
- 1954—1958 — полковник И. И. Вишневский
- 1958—1960 — полковник С. Г. Пыщенко
- 1960—1968 — полковник Ю. Т. Чесноков
- 1968—1969 — подполковник А. Л. Ковтунов
- 1969—1970 — полковник А. М. Боровиков
- 1970—1971 — подполковник Л. П. Ушаков
- 1971—1973 — подполковник М. Г. Доценко
- 1973—1976 — подполковник И. Л. Стасевич
- 1976—1977 — подполковник В. С. Умрихин
- 1977—1978 — майор В. К. Чертков
- 1978—1981 — подполковник В. И. Шевцов
- 1981—1985 — подполковник О. Н. Селюков
- 1985—1987 — полковник В. Г. Литовкин
- 1987—1989 — подполковник О. И. Малков
- 1989—1997 — полковник А. Г. Репик
- 1997—2005 — полковник А. В. Валов
- 2005—2011 — полковник А. В. Овсянников
- 2011—2012 — полковник В. М. Зайко
- 2012—2013 — полковник Д. А. Килеев
- 2013—2019 — полковник О. Ф. Чепурин
- 2019—2022. — полковник Б. В. Соплаков
- 2022—2024 — полковник Р. Ф. Шайнуров
- 2024-н.в.-подполковник А. Г. Васильев

## Вооружение
- Зенитно-ракетная система С-300В
  - Пункт боевого управления 9С457
  - Радиолокационная станция кругового обзора 9С15 Обзор-3
  - Радиолокационная станция секторного обзора 9С19 Имбирь
  - Многоканальная станция наведения ракет 9С32
  - Пусковые установки малые 9А83
  - Пусковые установки большие 9А82
  - Пуско-заряжающие установки большие 9А84
  - Пуско-заряжающие установки малые 9А85
- МТЛБ
- ПЗРК Игла
- РЛС 1Л13 Небо-СВ